# Condicionament Terrassenc
El Condicionament Terrassenc és un conjunt d'edificis del centre de Terrassa, protegit com a bé cultural d'interès local. Està format per un complex de naus paral·leles que ocupen una illa de cases compreses entre el passeig del Vint-i-dos de Juliol i els carrers Mare de Déu dels Àngels, Canonge Rodó i Joaquim Folguera.

## Descripció
És un conjunt d'edificis de grans proporcions que ocupen una illa de cases sencera, amb façanes a quatre carrers. Del conjunt en destaquen sis naus clarament diferenciades a l'exterior per capcers individuals. L'edifici per excel·lència el constitueix el destinat a les oficines i al laboratori, que dona al passeig del Vint-i-dos de Juliol. És construït amb obra vista, amb finestres de maó aplantillat que formen un arc rebaixat amb arquivolta.

## Història

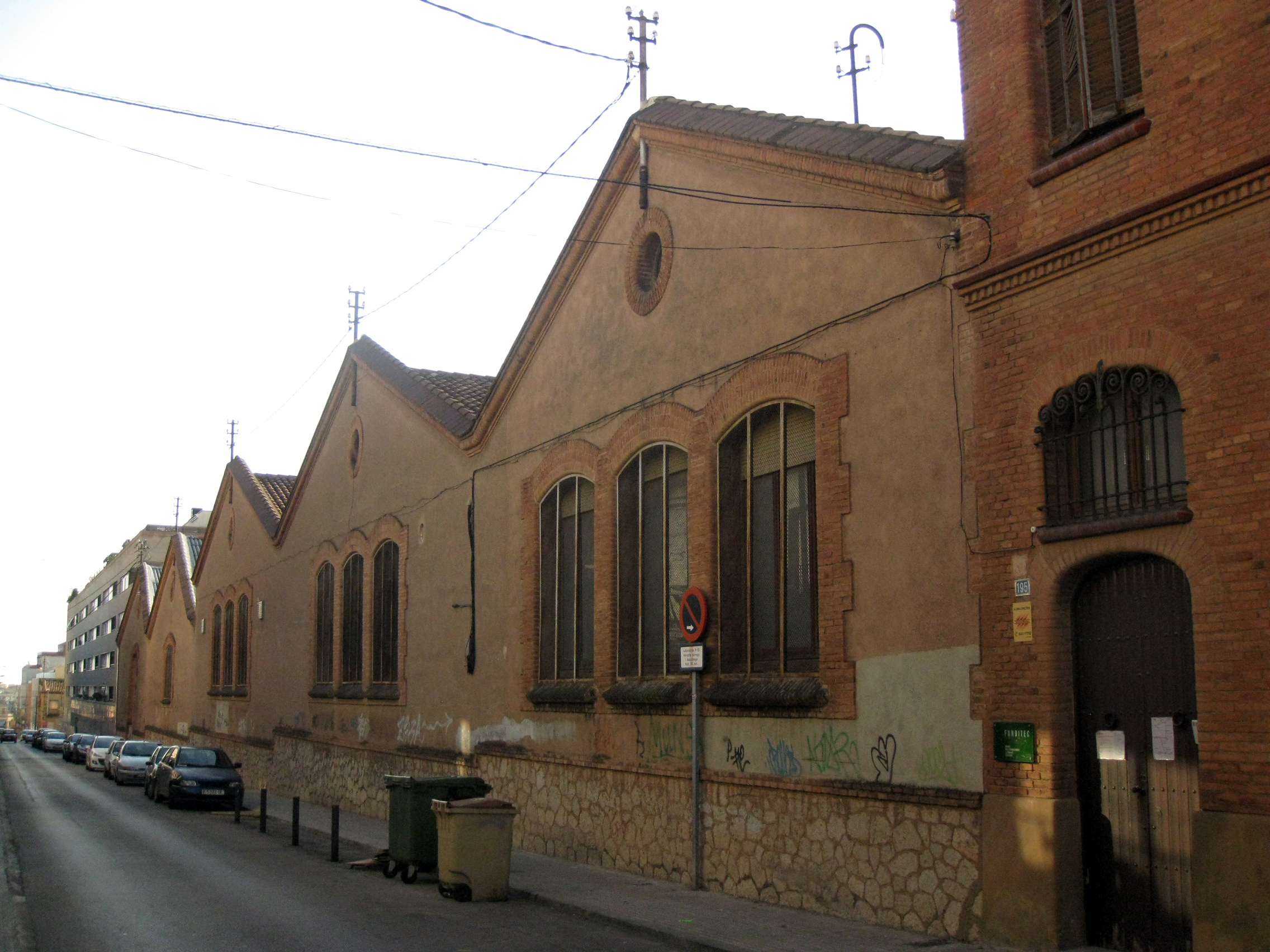
Naus del Condicionament Terrassenc del carrer de la Mare de Déu dels Àngels

El Condicionament Terrassenc, o Acondicionamiento Tarrasense, fou fundat el 1906 per controlar la qualitat dels teixits produïts a Terrassa. Lluís Muncunill va projectar un edifici de planta rectangular per a les oficines i unes naus complementàries. Més endavant conegut amb l'acrònim LEITAT (Laboratorio de Ensayos e Investigaciones Textiles del Acondicionamiento Tarrasense), el 2010 va traslladar les oficines a una nova seu situada al Parc Tecnològic del nord-est de la ciutat.

## Acondicionamiento Tarrasense, més de 100 anys d'història[2]
A principis del segle xx, de la mateixa manera que ja havia passat amb altres ciutats industrials de l'antiga Europa, a Terrassa augmenta la preocupació per a la millora de la qualitat dels productes que s'hi manufacturen. Concretament, i responent a la tradició tèxtil de la ciutat com de la comarca, aquest interès se centra en els teixits de llana, la principal especialitat de la indústria terrassenca.
Per aconseguir aquest propòsit calia desenvolupar diversos aspectes que garantissin el seu èxit, entre els quals destacava la necessitat de desenvolupar la formació de tècnics qualificats, i afavorir la recerca aplicada en innovació quant a matèria tèxtil.
Aquesta preocupació es va posar de manifest en diferents àmbits de la ciutat, resultant que el 1904 l'Escola Superior d'Indústries de Terrassa, establerta l'any 1901, va organitzar una secció d'Enginyeria Industrial Tèxtil. Aquest fet, conjuntament i de manera paral·lela a la iniciativa que volien impulsar l'Institut Industrial i la Cambra de Comerç i d'Indústria de la localitat, es va començar a pensar i a estudiar la necessitat d'impulsar la constitució d'un Condicionament Públic de matèries tèxtils.
L'encarregat de l'estudi fou Bartomeu Amat, director aleshores de l'Escola Industrial. Els resultats presentats foren clarament favorables, i ajudats per una conferència d'extensió universitària que el mateix professor va oferir a l'Institut Industrial sota el títol "Acondicionamiento de Materias Téxtiles", es va encarregar al senyor Amat, per part d'una associació promotora, la viabilitat real de poder constituir un condicionament a la ciutat.